# Upplands runinskrifter ATA5923/69
Upplands runinskrifter ATA5923/69 är ett vikingatida runstensfragment av spräcklig grå granit som hittades i Ängby, Lunda socken och Sigtuna kommun. Runstensfragmentet är 36 gånger 24 centimeter stort och 20 centimeter tjockt. Runhöjden är 8 centimeter. På fragmentet syns rester av ett runband. U ATA5923/69 förvaras i Lunda kyrkas vapenhus.
Fragmentet är möjligen en del av den försvunna runstenen U 355.

## Inskriften
Translitterering av runraden:
...---st...
Normalisering till runsvenska:
...
Översättning till nusvenska:
...